# 인천예송중학교
인천예송중학교(仁川例送中學校)는 대한민국 인천광역시 연수구 송도동에 있는 공립 중학교이다.

## 학교 연혁
- 2017년 3월 2일 : 개교식 및 초대 교장 취임식 (교장 이철진)
- 2017년 3월 2일 : 신입생 입학 (237명)
- 2017년 3월 2일 : 2,3학년 전입생 (51명)
- 2018년 2월 9일 : 제1회 졸업생 (15명)
- 2022년 2월 11일 : 제5회 졸업생 (299명)
- 2023년 3월 2일 : 제4대 교장 취임식 (교장 김미경)
- 2024년 3월 4일 : 신입생 입학(356명)

## 참고 자료
- 인천예송중학교 - 한국교육학술정보원 학교알리미